# Stratos Pagioumtzis

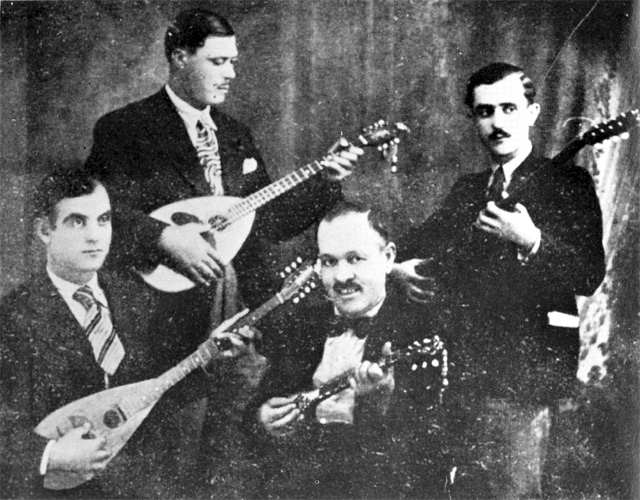
Il quartetto composto da Markos Vamvakaris, Stratos Pagioumtzis (primo a sinistra), Giorgos Batis, Anestis Delias. Pireo anni '30.

Stratos Pagioumtzis (in greco: Στράτος Παγιουμτζής) (Ayvalik, 1904 – New York, 16 novembre 1971) è stato un cantante greco.

## Biografia
Nato nel 1904 nella cittadina di Ayvalik in Asia Minore durante l'amministrazione ottomana, Stratos Pagioumtzis si trasferì nella Grecia continentale prima dell'esodo di massa di profughi Greci causato dall'eccidio di Smirne del 1922, stabilendosi nella città portuale del Pireo.
Per mantenersi, svolse vari lavori tra i quali il pescatore e il provveditore navale.
Tuttavia la sua vera ambizione era sempre stata quella di inserirsi nell'ambiente della musica rebetika, la sua vera passione.
Verso la fine degli anni '20 riuscì così a realizzare il suo intento iniziando a cantare a livello professionale, mentre le sue prime incisioni discografiche venivano pubblicate nel 1933.
Nel 1934 forma un quartetto assieme agli altri musicisti Yiorgos Batis, Anestis Delias e Markos Vamvakaris, esibendosi in locali un po' malfamati del Pireo riuscendo comunque a riscuotere una discreta notorietà nell'ambiente rebetiko.
Una sua particolarità era quella di salutare ripetutamente gli altri componenti del gruppo musicale durante le esecuzioni particolarmente virtuose, citando al pubblico lo strumento suonato.
Nel 1935 presta la propria voce come cantante per il compositore Vangelis Papazoglou e dal 1937 in avanti anche per altri importanti compositori come Panagiotis Toundas, Costas Skarvelis e Spyros Peristeris.
Durante il regime dittatoriale di Metaxas, nel 1937 Stratos Pagioumtzis venne condannato per uso di hashish e confinato d'autorità per un periodo limitato nell'isola di Sifanto.
Successivamente, nel 1938 conosce il compositore Vassilis Tsitsanis con il quale inizierà una lunga collaborazione. 
Infatti molte canzoni famose di Tsitsanis sono state registrate, in realtà, utilizzando la voce di Stratos Pagioumtzis.
Alla fine della seconda guerra mondiale, Pagioumtzis continua a cantare sia con musicisti anziani come Markos Vamvakaris, Vassilis Tsitsanis, Manolis Chiotis, sia con quelli più giovani come Apostolos Kaldaras e Yiorgos Mitsakis. 
Continuerà a lavorare nell'ambiente discografico fino alla metà degli anni '50, quando il genere del rebetiko classico inizia un inesorabile declino venendo soppiantato dal nuovo genere di musica popolare greca diffusa nel dopoguerra, più affine al pop occidentale.
Verso la fine degli anni '60 si verifica in Grecia una inattesa riscoperta del genere rebetiko, che supera quello tradizionale microasiatico destinato ad un pubblico di emarginati, iniziando un nuovo corso con sonorità più armoniose e rinnovate, gradevoli anche per le classi sociali medio-alte.
Così, anche Stratos Pagioumtzis venne riportato alla ribalta da Yiorgos Zambetas con una rivisitazione discografica dei suoi brani prebellici di Rebetiko, riprendendo anche i concerti dal vivo. 
Dopo aver inciso con la propria voce oltre 400 canzoni durante la sua carriera, muore inaspettatamente nel 1971 sul palco durante un concerto in un locale di New York frequentato da immigrati di origine greca.